# Nikolàievka (Novi Oskol)
|  | Per a altres significats, vegeu «Nikolàievka». |

Nikolàievka - Николаевка (rus) - és un poble de l'óblast de Bélgorod, a Rússia. El 2010 tenia 416 habitants. Pertany al districte (raion) de Novi Oskol.